# HK Sokol Novotcheboksarsk
Le HK Sokol Novotcheboksarsk est un club de hockey sur glace de Novotcheboksarsk dans la République de Tchouvachie en Russie. Il évolue en Pervaïa Liga.

## Historique
Le club est fondé en 1975.

## Palmarès
- Aucun titre.